# Sancti Spíritus (pokrajina)
Sancti Spíritus je kubanska pokrajina u srednjem dijelu otoka. Južni dio pokrajine je ravnica, zapadni je brdovit. Južna obala je močvarna i bogata mangrovama. Glavni grad pokrajine se također zove Sancti Spíritus. Značajan je grad Trinidad koji je zbog brojnih sačuvanih građevina iz kolonijalnog razdoblja upisan u Svjetsku baštinu UNESCO-a te privlači mnoge turiste (turizam je vrlo važna djelatnost u pokrajini). Još je značajna proizvodnja duhana, šećera i riže.